# Supawan Thipat
Supawan Thipat (* 20. Februar 1994 in Surat Thani) ist eine thailändische Leichtathletin, die sich auf den Sprint spezialisiert hat.

## Sportliche Laufbahn
Erste Erfahrungen bei internationalen Wettkämpfen sammelte Supawan Thipat bei den Juniorenasienmeisterschaften 2010 in Hanoi, bei denen sie im 200-Meter-Lauf in der ersten Runde ausschied. Im Jahr darauf nahm sie an den Jugendweltmeisterschaften nahe Lille teil und schied dort über 100 und 200 Meter im Vorlauf aus. 2013 nahm sie mit der thailändischen 4-mal-100-Meter-Staffel erstmals an der Sommer-Universiade in Kasan teil und belegte dort in 46,66 s im Finale den sechsten Platz. Zwei Jahre später gewann sie bei den Asienmeisterschaften in Wuhan in 44,73 s die Bronzemedaille mit der Staffel, siegte später bei den Südostasienspielen in Singapur und gewann bei den Studentenweltspielen im südkoreanischen Gwangju die Bronzemedaille. 
2017 wurde sie bei den Südostasienspielen in Kuala Lumpur in 11,83 s Vierte im 100-Meter-Lauf und gewann mit der Staffel in 44,62 s die Silbermedaille hinter dem Team aus Vietnam. Zwei Tage später schied sie mit der Staffel bei der Sommer-Universiade in Taipeh in der ersten Runde aus. Wenige Wochen später schied sie über 60 Meter bei den Asian Indoor & Martial Arts Games in Aşgabat in der ersten Runde aus. 2018 nahm sie erstmals an den Asienspielen in Jakarta teil und belegte dort mit der thailändischen Stafette den vierten Platz. Im Jahr darauf belegte sie bei den Asienmeisterschaften mit neuer Bestleistung von 11,64 s den achten Platz im 100-Meter-Lauf und wurde mit der Staffel in 43,99 s Fünfte. Anschließend gelangte sie bei den World Relays in Yokohama in 44,24 s nicht bis in das Finale und schied bei den Studentenweltspielen in Neapel mit 11,92 s im Vorlauf aus und wurde mit der Staffel in 45,23 s Sechste. Im Dezember erreichte sie bei den Südostasienspielen in Capas in 11,74 s Rang vier und gewann mit der Staffel in 44,38 s die Goldmedaille. 2022 siegte sie dann bei den Südostasienspielen in Hanoi in 44,39 s erneut mit der Staffel und im Jahr darauf gewann sie bei den Asienmeisterschaften in Bangkok in 44,56 s gemeinsam mit Supanich Poolkerd, On-uma Chattha und Athicha Phetkun die Bronzemedaille hinter den Teams aus der Volksrepublik China und Japan. Im Oktober gewann sie bei den Asienspielen in Hangzhou in 44,32 s gemeinsam mit Supanich Poolkerd, On-uma Chattha und Sukanda Petraksa die Silbermedaille hinter dem chinesischen Team.
Thipat absolvierte ein Studium am Institute of Physical Education Chumphon.

## Bestleistungen
- 100 Meter: 11,62 s (+1,9 m/s), 7. Juni 2019 in Chongqing
  - 60 Meter (Halle): 7,70 s, 19. September 2017 in Aşgabat
- 200 Meter: 24,29 s, 23. Februar 2017 in Nakhon Ratchasima